# Přijímač R-5
Přijímač R-5 byl malý vojenský krátkovlnný komunikační přijímač, určený pro provoz z baterií. Byl to výrobek někdejší Německé Demokratické Republiky (DDR). Do Československa byla dodávána jeho upravená verse R-5.

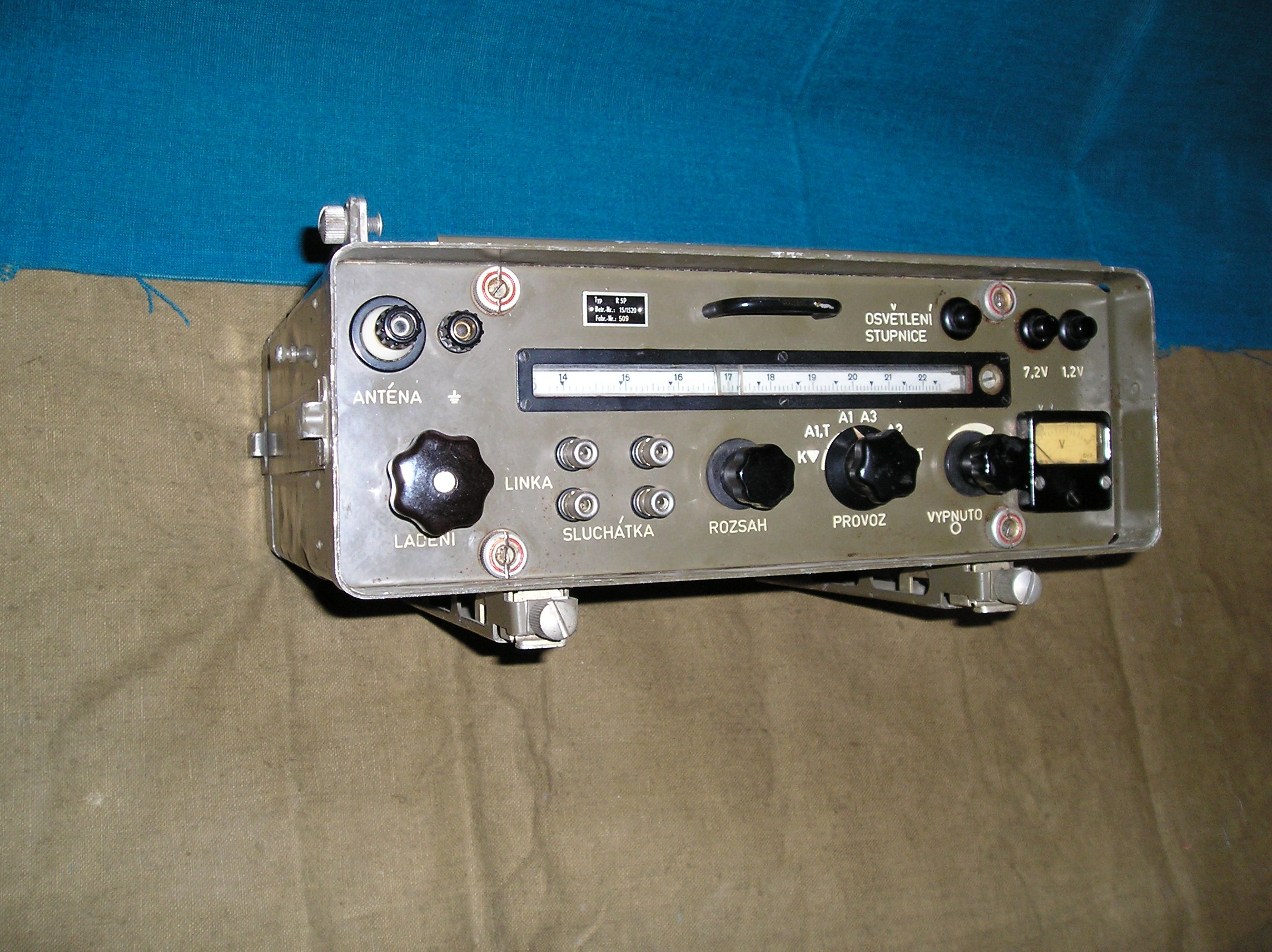
Pohled na R-5 zepředu

Vývoj (1959) a výroba (od 1962) probíhala ve VEB Entwicklungswerk Funkmechanik Leipzig (DDR). Pro německou Volksarmee byl vyráběn pod označením EKB, pro armády Varšavského paktu pod označením R-5 nebo R-5a. Pro ČSLA byl dodáván s českými popisy na předním panelu. 

## Základní popis
Rozměry přijímače (ve skříni, včetně baterií) jsou: šířka 370mm, výška 153, hloubka 320 mm. 
Hmotnost přijimače (včetně baterií) je 13 Kg. 
Napájení z baterie kompaktních alkalických akumulátorů, vestavěných v zadním víku skříně přijímače, měly vydržet 24 hodin nepřetržitého provozu.
Přijímač je určen pro příjem signálů A1, A2, A3. 
Pro A1 je použito dvojí směšování, pro A1 a A2 je zařazen NF filtr.
Frekvenční rozsah přijímače je 1,45-22,5 MHz, rozprostřený do šesti podrozsahů.

## Mechanické provedení
Přístroj je modulárního provedení. Moduly jsou upevněny v železném, galvanicky zinkovaném rámu, moduly samy jsou plechové výlisky, vzájemné propojení je provedeno vyvazovaným kabelovým svazkem (stromečkem). Celek je zasunut do vodě odolné aluminiové skříně. 
Přepínání rozsahů je prováděno karuselem, druhy provozu jsou přepínány třísegmentovým přepínačem. 
Ladění přijímače je plynulé, prováděno je trojnásobným ladicím kondensátorem. Ladicí převod je velice precisní; pro hrubé ladění má převod 11:1, pro jemné ladění to je 720:1. Stupnice jednotlivých podrozsahů jsou samostatné, každá s individuálním mechanickým justováním. Dělení stupnice se mění podle zvoleného podrozsahu. Ukazatel stupnice zároveň nese i osvětlovací žárovku., spínanou tlačítkem na předním panelu. 